# Arrondissement di Colmar
L'arrondissement di Colmar era una suddivisione amministrativa francese, situata nel dipartimento dell'Alto Reno, nella regione del Grand Est.

## Composizione
L'arrondissement di Colmar raggruppa 62 comuni in 6 cantoni:
- cantone di Andolsheim
- cantone di Colmar-Nord
- cantone di Colmar-Sud
- cantone di Munster
- cantone di Neuf-Brisach
- cantone di Wintzenheim.